# Martin Finnegan

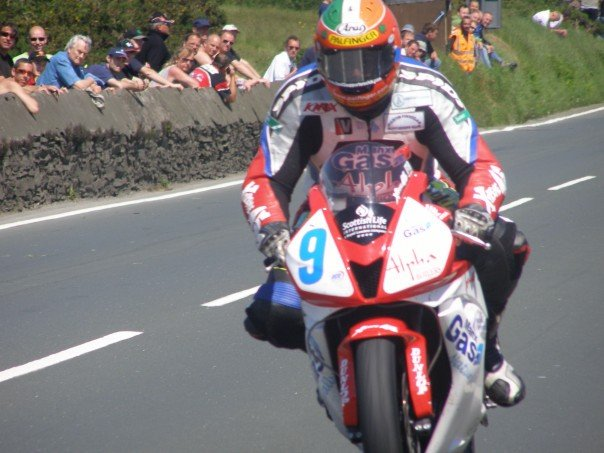
Martin Finnegan bei der Isle of Man TT 2007

Martin Finnegan (* 8. Oktober  1979 in Lusk, County Dublin, Irland; † 3. Mai 2008 in Tandragee, County Armagh, Nordirland) war ein irischer Motorradrennfahrer.
Finnegan begann bereits in jungen Jahren mit dem Motorradfahren, zunächst noch auf sogenannten Grastracks, wobei er schon bald durch erste Erfolge auffiel. In seinen späten Teenager-Jahren versuchte er sich dann auf Asphalt-Rundstrecken. 
Im Jahr 2000 gewann er in der Kategorie Newcomers Junior den Manx Grand Prix auf der Isle of Man. Dieser Erfolg markierte den Beginn seiner Karriere als Straßenfahrer. Ab 1997 konnte er insgesamt 43 irische Straßenrennen für sich entscheiden. Die Saison 2008 bestritt er für das Team JMF Millsport Yamaha.
Martin Finnegan kam bei einem Unfall während des Supersport-600-Rennens beim Tandragee 100 durch ein Versagen seiner Vorderradbremse ums Leben. Kurz zuvor hatte er noch im Eröffnungsrennen der Veranstaltung seinen 43. irischen Straßensieg feiern können.
Martin Finnegan hinterließ eine Frau und eine kleine Tochter. An seinem Begräbnis am 7. Mai nahmen etwa 10.000 Fans teil.